# Wolfgang Mütze
Wolfgang Mütze (* 18. Juli 1943 in Kassel) ist ein deutscher Jurist und ehemaliger Richter am Bundessozialgericht.

## Werdegang
Nach Abschluss der Schule mit dem Abitur und der Ableistung eines freiwilligen zweijährigen Wehrdienstes studierte Wolfgang Mütze an den Universitäten Münster, Tübingen und Marburg die Rechtswissenschaften. Er schloss seine Studien 1970 mit der Ablegung des Ersten Juristischen Staatsexamens ab. Nach dem Referendariat legte er 1974 in Berlin das Zweite Juristische Staatsexamen ab und erhielt so die Befähigung zum Richteramt. 
Seine Karriere im Justizdienst begann Wolfgang Mütze 1974 als Vorberichterstatter am Landessozialgericht Berlin (heute Landessozialgericht Berlin-Brandenburg). Es folgten Tätigkeiten am Sozialgericht Berlin und später an unterschiedlichen Amtsgerichten, wo er sich unter anderem mit Familienrecht zu befassen hatte. 1982 kehrte er als Richter an das Sozialgericht zurück und wurde 1986 Richter am Landessozialgericht. Es folgte im Mai 1993 die Ernennung zum Richter am Bundessozialgericht. Zunächst gehörte er dem 13. Senat des Bundessozialgerichtes an, der für die Rentenversicherung der Arbeiter zuständig ist. 1998 wechselte er in den 2. Senat, der zuständig ist für Rechtsstreitigkeiten um die gesetzliche Unfallversicherung. 1996 bis 2004 gehörte Mütze dem Präsidium des Gerichtes an und war dort als EDV-Referent für die Herausgabe der Entscheidungen des Bundessozialgerichts zuständig. 2003 wurde er stellvertretender Vorsitzender des 2. Senates und trat Anfang August 2008 in den Ruhestand. Er ist nunmehr als Rechtsanwalt tätig.
| Personendaten    | Personendaten                                                |
| ---------------- | ------------------------------------------------------------ |
| NAME             | Mütze, Wolfgang                                              |
| KURZBESCHREIBUNG | deutscher Jurist, Richter am Bundessozialgericht (1993–2008) |
| GEBURTSDATUM     | 18. Juli 1943                                                |
| GEBURTSORT       | Kassel                                                       |